# فرانك ستوكر
فرانك ستوكر (بالإنجليزية: Frank Stoker)‏ مواليد 29 مايو 1867 في دبلن - الوفاة 08 يناير 1939 في دبلن، كان لاعب كرة مضرب وأيضا لاعب رغبي بريطاني. كما أنه أحد أبطال الجراند سلام.

## بطولات حققها
- بطولة ويمبلدون

## النهائيات

### الزوجي (الألقاب 2)
| الحصيلة | السنة | البطولة        | الأرضية | الشريك    | المنافس                  | النتيجة                 |
| ------- | ----- | -------------- | ------- | --------- | ------------------------ | ----------------------- |
| الفوز   | 1890  | بطولة ويمبلدون | عشبية   | جوشوا بيم | جورج هيليارد إرنست لويس  | 6–0, 7–5, 6–4           |
| الفوز   | 1893  | بطولة ويمبلدون | عشبية   | جوشوا بيم | هاري إس بارلو إرنست لويس | 4–6, 6–3, 6–1, 2–6, 6–0 |